# بقرية لاطئة الأوراق
بقرية لاطئة الأوراق (الاسم العلمي:Vaccaria sessilifolia) هي نوع غير مؤكد من النباتات يتبع جنس البقرية من الفصيلة القرنفلية.